# Nyctinomops mbopicuare
Nyctinomops mbopicuare — вид кажанів родини Molossidae. Це ендемік Аргентини.